# Huia sumatrana
Huia sumatrana es una especie  de anfibios de la familia Ranidae.

## Distribución geográfica
Se encuentra en las montañas del oeste de Sumatra, entre los 200 y los 1200 m s. n. m.

## Estado de conservación
Se encuentra amenazada por la pérdida de su hábitat natural.